# Julius Krohn
Pour les articles homonymes, voir Krohn.
Julius Leopold Fredrik Krohn, né le 19 avril 1835 à Vyborg et mort le 28 août 1888 dans la même ville, est un chercheur en poésie populaire finlandaise, professeur de littérature finlandaise, écrivain, poète, et journaliste. Il est le père de l'écrivaine Aino Kallas.

## Biographie
Krohn a travaillé en tant que conférencier sur la langue finnoise à l'université d'Helsingfors à partir de 1875 et en tant que professeur à partir de 1885. Il était l'un des chercheurs les plus notables en poésie folklorique finlandaise au XIXe siècle. Sa langue maternelle était l'allemand.
Il est enterré au cimetière de Sorvali.

## Travaux et influence
Une contribution importante à une histoire de la littérature finlandaise fut sa thèse de doctorat, Suomenkielinen runollisuus ruotsinvallan aikana. Krohn fut également le premier à développer une méthode scientifique pour l'étude du folklore, la méthode historio-géographique.

### Ouvrages scientifiques
- Suomenkielinen runollisuus Ruotsin vallan aikana ynnä kuvaelmia suomalaisuuden historiasta, väitöskirja (1862)
- Viron kielioppi suomalaisille (1872)
- Suomalaisen virsikirjan historia (1880)
- Kaunotieteellinen katsaus Kalevalaan (1881)
- Suomalaisen kirjallisuuden historia I: Kalevala (1883–1885)
- Lappalaisia tekstejä sanakirjan kanssa (1885)
- Suomen suku (1887)

### Poèmes et bibliographies
- Mansikoita ja mustikoita (1856–1861)
- Runoelmia Suoniolta (1862, uudistettu 2-osainen painos Suonion runoelmia 1869)
- Maksimilian Aukusti Myhrberg. Elämäkerta (1881)
- Suonion kootut runoelmat ja kertoelmat (1882)
- Yrjö Aukusti Wallin ja hänen matkansa Arabiassa. Elämäkerta (1887)
- Suonion lastenrunoja I–II (1898–1899)

### Éditeur
- Helmivyö suomalaista runoutta (1866)[1]

### Textes posthumes
Krohnin kuoltua hänen poikansa professori Kaarle Krohn toimitti isänsä jäämistön perustuen seuraavat teokset :
- Suomen suvun pakanallinen jumalanpalvelus (1894)
- Suomalaisen kirjallisuuden vaiheet (1897)
- Kantelettaren tutkimuksia I-II (1900-1902)

### Réimpressions
- (fi) Maantieteellisiä kuvaelmia. 14, Suomen suku, Jyväskylä, Université de Jyväskylä, 1997 (ISBN 951-34-0923-6)
- (fi) Kertomuksia Suomen historiasta. 1, Pakanuuden aikakausi, I (Näköispainos. Alkuperäinen: Tampereella: Hagelberg, 1877), Helsinki, Salakirjat, 2008 (ISBN 978-952-5774-02-3)
- (fi) Suomen suvun pakanallinen jumalanpalvelus: Neljä lukua Suomen suvun pakanallista jumaluus-oppia (Näköispainos. Alkuperäinen: Helsinki: Suomalaisen Kirjallisuuden Seura, 1894), Helsinki, Salakirjat, 2008 (ISBN 978-952-5774-00-9)

### Traductions
Julius Krohn a effectué la traduction finnoise d’Ivanhoé, le célèbre roman écrit par Walter Scott. Le critique de la revue Kieletär avait désapprouvé, lors de la parution en 1871, le langage utilisé par le traducteur, qui revit sa traduction en tenant compte de ces critiques pour la seconde édition. Il traduisit également les œuvres du poète national finlandais Johan Ludvig Runeberg (1804-1877), qui écrivait en suédois.